# Corsair International
Corsair International (ранее Corsairfly) — французская авиакомпания со штаб-квартирой в городе Ренжи, вторая после Air France компания страны по объёму перевозимых пассажиров в год.
Corsair International работает в сфере регулярных и чартерных международных перевозок, в совокупности выполняя рейсы по 62 аэропортам в Европе, Заморских владениях Франции, Африке и Северной Америке. Штаб-квартирой авиакомпании, её портом приписки и главным транзитным узлом (хабом) является парижский аэропорт Орли.

## История
Авиакомпания Corse Air International была основана бизнесменами корсиканской семьи Росси в начале 1981 года и начала операционную деятельность 17 мая того же года. В 1990 году компания была выкуплена французским туристическим оператором «Nouvelles Frontières», после чего изменила собственное название на Corsair. В следующем году авиакомпания получила официальное разрешение на осуществление пассажирских перевозок с использованием широкофюзеляжных самолётов.
В 2000 году один из крупнейших в мире туроператоров TUI AG приобрёл французскую компанию «Nouvelles Frontières» вместе с инфраструктурой авиаперевозчика Corsair. В 2004 году все самолёты авиакомпании были перекрашены в корпоративные цвета TUI (фюзеляж синего цвета с логотипом TUI), а в конце 2005 года туроператор принял решение переименовать все дочерние авиакомпании в «TUIfly». На промежуточном этапе компания Corsair очередной раз сменила официальное название на Corsairfly, дальнейший ребрендинг перевозчика в силу разных причин пока не реализован.
В начале 2008 года руководство авиакомпании объявило о планах по расширению маршрутной сети среднемагистральных направлений в аэропорты Средиземноморья и восстановления дальнемагистральных маршрутов в Канаду и Соединённые Штаты (в том числе и в рамках партнёрских отношений с Air Canada), которые обслуживались Corsair ещё в 1990-х годах. В июне 2010 года компания ввела регулярный рейс в Майами, однако была вынуждена отказаться от остальных планов в связи с кардинальными изменениями в стратегии развития авиакомпании.

## Маршрутная сеть
Большинство регулярных и чартерных рейсов авиакомпания Corsair International выполняет из собственного хаба в парижском аэропорту Орли, часть маршрутов обслуживается из аэропортов Лиона, Марселя и Тулузы.

## Флот
Флот Corsair International состоит из 9 самолётов:
Corsair International является одним из мировых рекордсменов по вместимости пассажирских салонов самолётов Boeing 747-400, компоновка которых вмещает 587 мест — больше, чем даже у лайнеров Airbus A380 в стандартной трёхклассной конфигурации.

## Галерея
- Boeing 747-400 F-GTUI (новая ливрея)
- Boeing 747-300 F-GSEX (прежняя ливрея)
- Airbus A330-200 F-HCAT
- Airbus A330-200 F-HBIL